# 樊城堆文化
20世紀70年代，在江西省清江縣築衛城、樊城堆等遺址發掘出一種頗具特色的銅石並用至青銅時代文化遺存。
同类遗存见于新余拾年山遺址三期（第3A層），清江（樟樹）樊城堆遺址一期（第7─3層）、築衛城遺址一期（第3層）、龔門山遺址，永豐尹家坪遺址一期（第3層）等，因樊城堆遺址遺存較豐富，更具代表性，所以將這類遺存定名為樊城堆文化。

## 地理環境

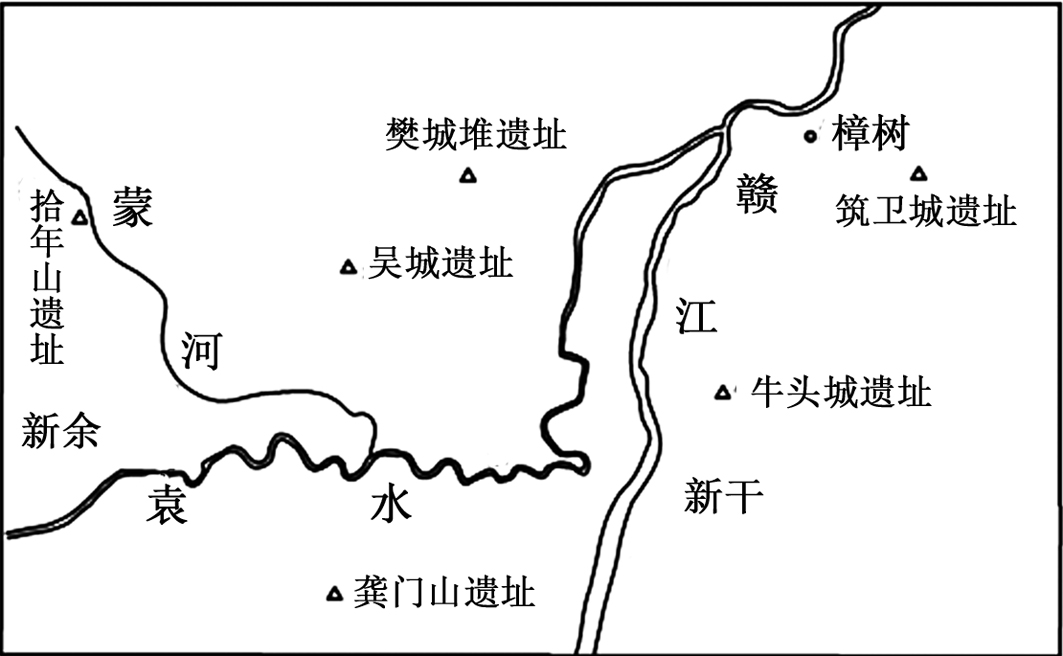
樊城堆文化分布圖

樊城堆文化遺址分佈地域較廣闊，主要沿著贛江及其主要支流的兩側分佈。拾年山、樊城堆、築衛城等遺址同處於丘陵與狹窄的河谷沖積平原相間區域內的山崗臺地上（圖一）。幾處遺址均處在區域內地理位置較高的地方，周邊低處為水田，比較適合稻作生產，遺址所處臺地適合當地人群定居、生活。贛中平原有很大的鹽礦，对此，《吳城1973-2002年考古發掘報告》裡有提及。礦區位於現今新余——豐城中生代斷陷盆地的中南側，系第三紀湖泊相沉積型礦床。礦體長18公里，寬9公里，分佈面積達133平方公里，礦蘊藏的深度不一致，部分很淺，有利於開採 。此外，贛江中游水系是良好的交通網絡，便利於貿易的發展。

## 文化的年代與特徵

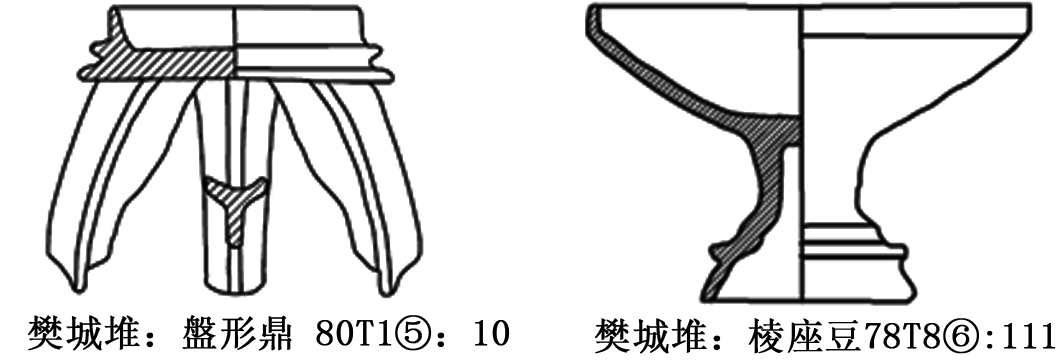
樊城堆文化盤形鼎和有棱座豆

樊城堆遺址沒有碳十四測年數據，僅築衛城遺址和拾年山遺址有幾組碳十四數據；其之前拾年山文化的年代為距今約5200～4300年左右；其之後的吳城文化年代為距今3700～3000年，据此可推知樊成堆文化的年代為距今約4300～3700年左右。
該地區在拾年山文化時期，其生活空間的背景為作獵民的人群下山，開始定居生活并试種稻。在拾年山文化的相關遺址發現有房址，並且發現有稻稈和穀殼痕跡。樊城堆文化從拾年山文化繼承稻作、房屋結構以及長方形豎穴土坑燒壁墓葬。本地區流行的土坑燒壁墓的葬法也是該地較為獨特的喪葬方式，反映出當地人群的喪葬信仰觀念可能受火的影響較大。拾年山文化和樊城堆文化的墓葬裡基本上沒有留下人骨，但經過詳細比較，學界普遍認為原來墓葬的頭向為向西；另外，從墓壙的尺寸推論，這兩種文化均保留有南方山地獵民的肢解葬法。
拾年山與樊城堆兩個文化各方面都非常接近，但拾年山文化發展為樊城堆文化的關鍵指標有二：人口迅速發展而出現很多遺址，全面開拓贛中平原；大量出現盤形鼎和有棱座豆（圖二）。該文化中常見的盤形鼎，多為夾砂陶，有幾位學者認為這可能是當地曬鹽的工具。樊城堆文化取代拾年山文化的重點可能在於贛中先民發現鹽礦，開始開採並發展鹽業貿易。樊城堆文化發現幾座甕棺葬可能是因为該地與石家河文化人群有密切聯繫，這種葬法明显属于石家河人的习俗，所外地来到此地的石家河人留下的。貿易的發展使贛中地區在樊城堆文化的基礎上，發展出吳城國家文明，學界認為該文明是商周時期勢力強大的虎國。

## 社會狀況和歷史意義
樊城堆文化所處區域從拾年山時期仍以狩獵採集的生活方式為主，辅以稻作，从这种生计基礎開始發展。从拾年山時期獵民下山從事稻作，到樊城堆文化時期全部開拓贛中地區。
樊城堆文化由拾年文化發展而來，可能是因為發現鹽礦，所以獲得很重要的經濟發展的基礎，在充分利用其資源和交通網絡的基礎上，後來形成吳城國家文明。